# Lipoforina
Lipoforina é uma lipoproteína circulante da hemolinfa de insetos.